# Kalārdasht
Kalardasht (persiska: كَلاردَشت) är en stad i Iran.   Den ligger i provinsen Mazandaran, i den norra delen av landet, 90 km norr om huvudstaden Teheran. Kalārdasht ligger 1 144 meter över havet och antalet invånare är 11 921.
Terrängen runt Kalārdasht är kuperad åt nordost, men åt sydväst är den bergig.Runt Kalārdasht är det ganska tätbefolkat, med 80 invånare per kvadratkilometer. Kalārdasht är det största samhället i trakten. I omgivningarna runt Kalārdasht växer i huvudsak blandskog.